# Voletice
Voletice (dříve též Oletice) jsou malá vesnice, část města Luže v okrese Chrudim. Nachází se asi dva kilometry severně od Luže. Prochází zde silnice II/305. Voletice jsou také název katastrálního území o rozloze 2,74 km². V katastrálním území Voletice leží i Domanice a do jeho východní části zasahuje část přírodní památky Kusá hora a do jihovýchodní části také přírodní rezervace Střemošická stráň.

## Pamětihodnosti
- Kostel svatého Jiří

## Galerie

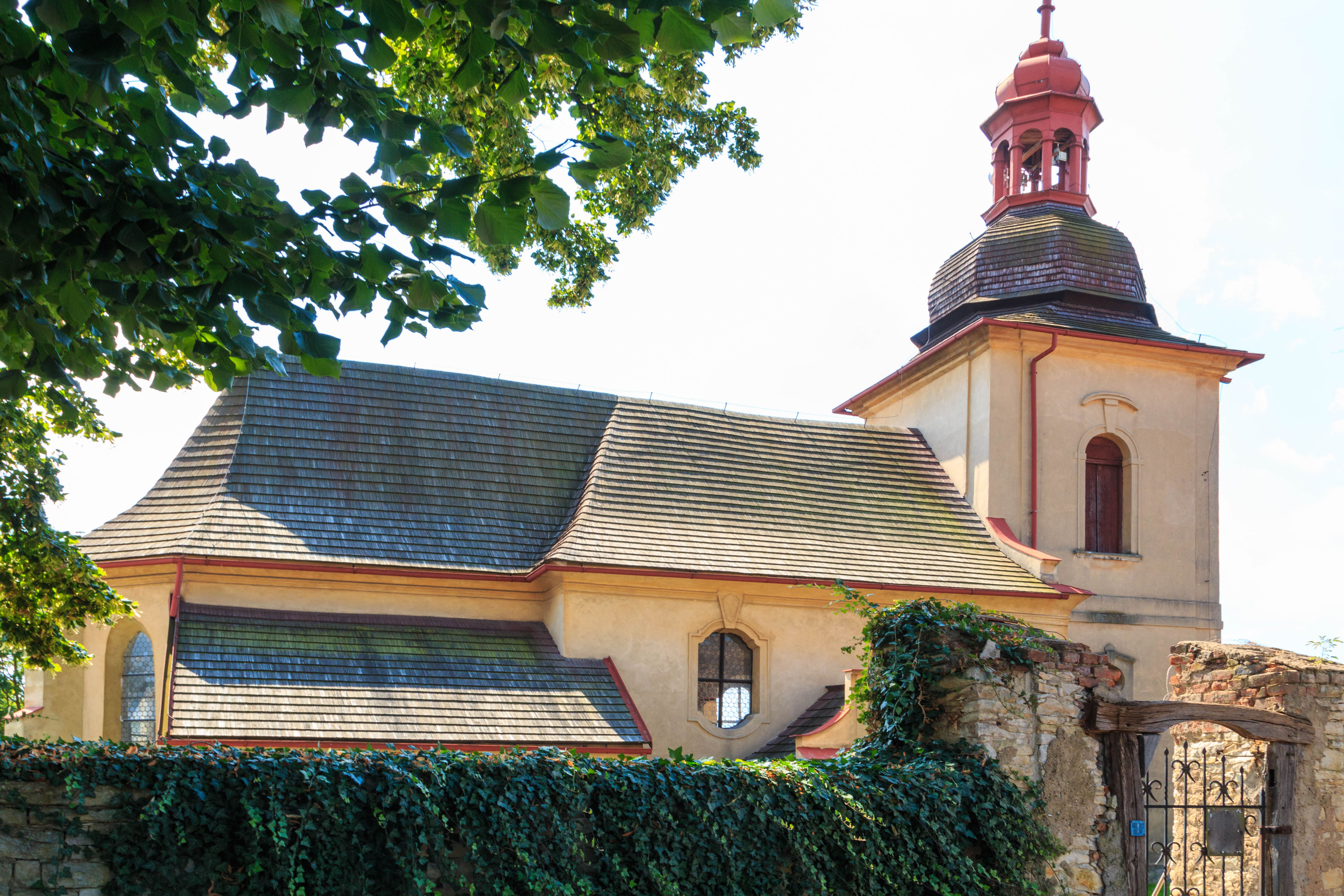
Kostel svatého Jiří
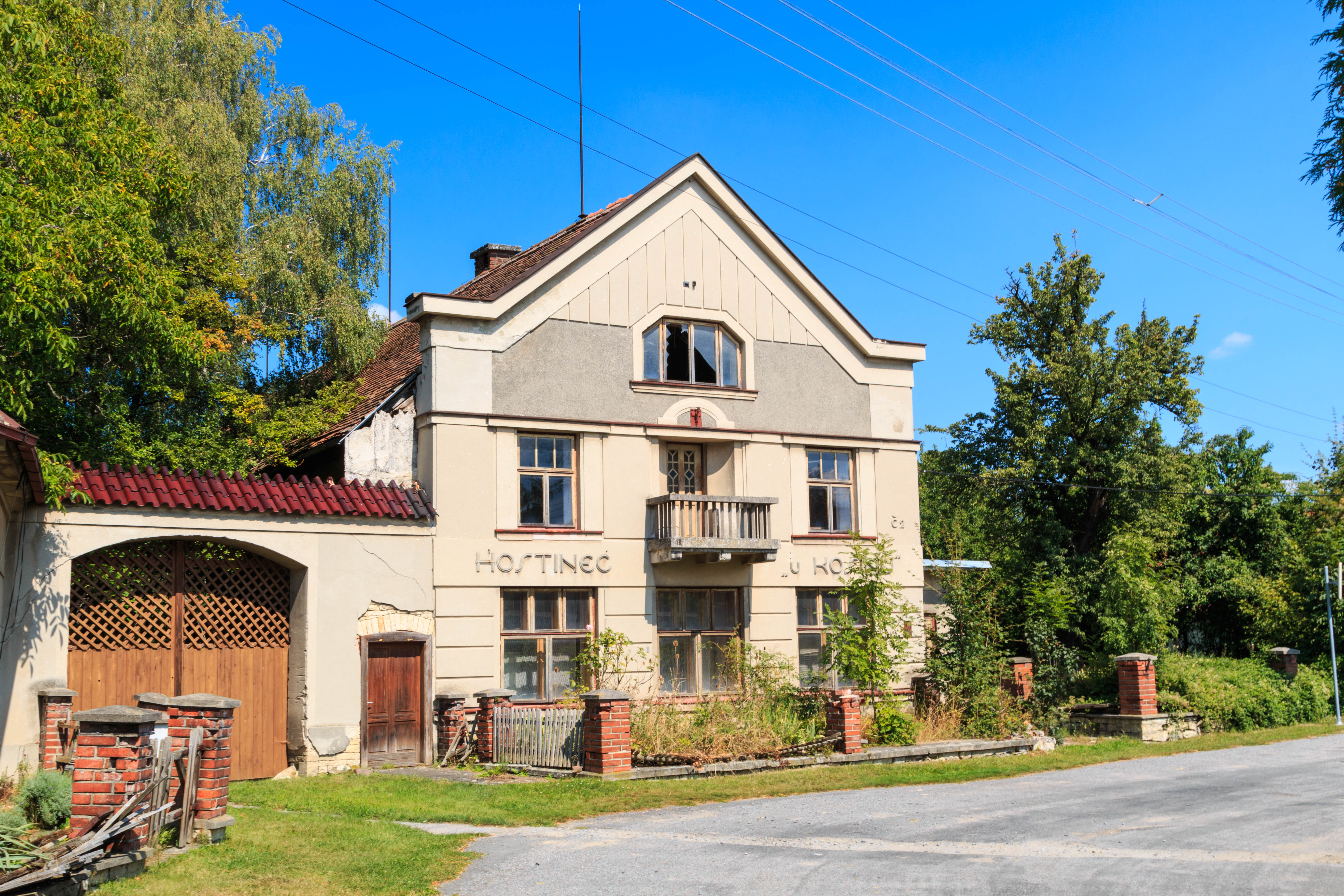
Dům č. 3
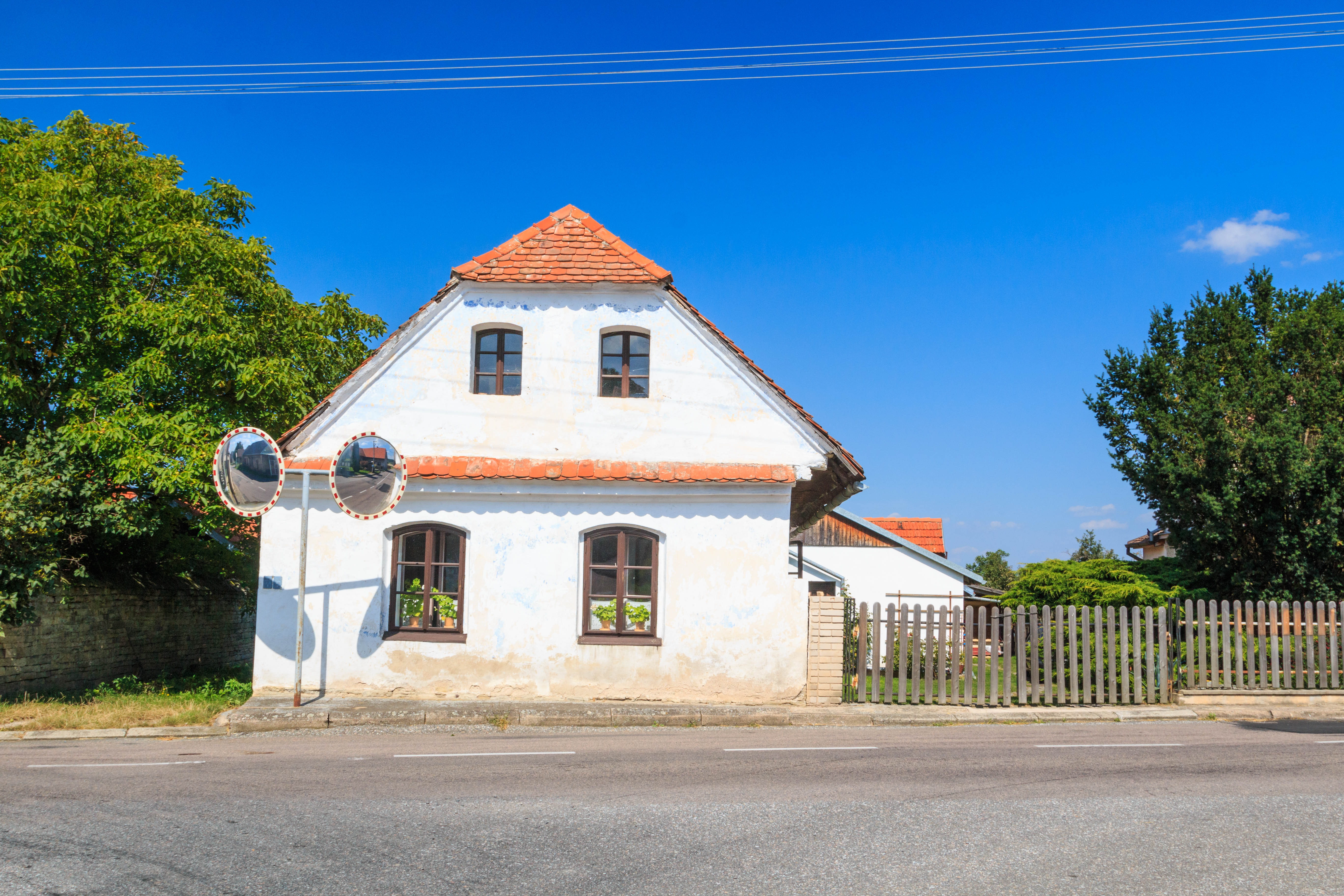
Dům čp. 1
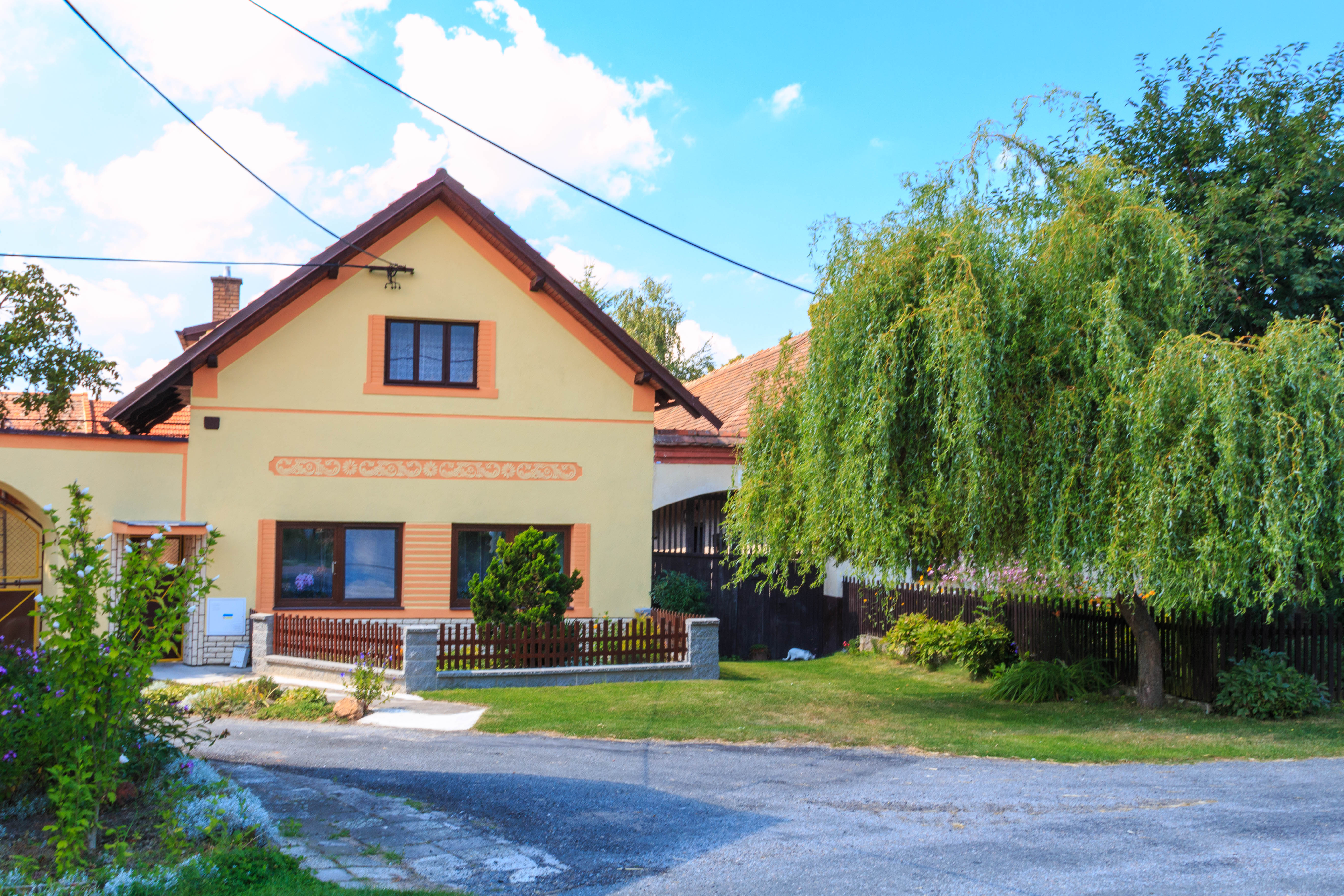
Dům čp. 15